# 탄력소
탄력소 또는 엘라스틴(elastin)은 결합 조직 내에서 탄성력이 높은 단백질이며, 수많은 체내 조직이 확장되거나 수축된 이후에 모양을 계속 유지할 수 있게 한다. 엘라스틴은 피부가 꾹 눌리거나 죄어질 때 원래 위치로 돌아올 수 있도록 도와준다. 엘라스틴은 또한 척추동물의 체내에서 중요한 지지 용량 조직이며 저장을 위해 역학 에너지가 필요하다.
인간의 경우 엘라스틴은 ELN 유전자로 변환(encode)된다.

## 구성
체내에서 엘라스틴은 일반적으로 결합 조직의 다른 단백질과 연결된다. 체내의 탄력 섬유는 무형 엘라스틴과 섬유 피브릴린의 혼합물이다. 이 두 성분은 주로 더 작은 아미노산으로 구성된다. (예: 글라이신, 발린, 알라닌, 프롤린)

## 같이 보기
- 결합 조직
- 탄력 섬유
- I형 아교질
- 아교 섬유
- 아교질